# Carlota Sempé
María Carlota Sempé (La Plata, 6 de diciembre de 1942-1 de febrero de 2024) fue una arqueóloga, docente e investigadora argentina.
Fue una científica especialista en las culturas prehispánicas del Noroeste argentino, del Litoral y los cementerios urbanos patrimoniales.

## Biografía
Nació el 6 de diciembre de 1942 en la ciudad de La Plata, provincia de Buenos Aires, Argentina. En 1967 se graduó de Licenciada en Antropología en la Facultad de Ciencias Naturales y Museo de la Universidad Nacional de La Plata y en 1976 obtuvo el título de Doctora en Ciencias Naturales en la misma casa de estudios.

## Carrera profesional
Su tema de investigación para la obtención del título de doctorado fue Contribución a la Arqueología del Valle de Abaucán, Catamarca. Este trabajo lo realizó bajo la dirección de Alberto Rex González. Durante su carrera se dedicó por un lado al estudio del campo funerario, prácticas, arquitectura, entorno cultural e identidad en diferentes formaciones sociohistóricas, y por otra parte al arte en arqueología, principalmente las representaciones cerámicas del Noroeste argentino, particularmente en Catamarca. En su carrera docente se desempeñó como profesora en la cátedra de Arte, Tecnología y Antropología. En particular desarrolló investigaciones sobre la arquitectura, urbanismo y simbología masónica en cementerios urbanos.
En su carrera como investigadora científica del CONICET logró la categoría de investigadora principal. Durante 45 años investigó en los valles de Hualfín y Abaucán de la provincia de Catamarca, contribuyendo con la sistematización de 21 sitios de desarrollo cultural indígena, la definición de las culturas Saujil y Abaucán y un centenar de fechados en ambos valles que confirman la ubicación temporal de esos desarrollos.
En 2016 fue acreedora del Premio Konex. Fue nombrada profesora emérita en la Universidad Nacional De La Plata y Mujer destacada Platense por el Municipio de la ciudad de La Plata.
Fue directora del Laboratorio de Análisis Cerámicos de la FCNYM-UNLP y del Centro de Patrimonio Científico y Cultural, FACEN, UNCatamarca donde integró los comités académicos de la Maestría en Conservación y Gestión Ambiental, del doctorado en Ciencias Mención Ambiente. Dirigió el proyecto de radicación de recursos humanos de la ANPCyT, UNCatamarca. Dirigió doctorandos, becarios e investigadores en UNLP, UNCatamarca y CONICET. Investigó las culturas prehispánicas del NOA, del litoral y los cementerios urbanos patrimoniales. 
Publicó artículos en revistas nacionales, internacionales, congresos y libros en coautoría con sus grupos de investigación: Azampay. Presente y pasado de un pueblito catamarqueño; Arquitectura, urbanismo y simbología masónica en cementerios urbanos y El cementerio de La Plata y su contexto histórico. 
Integró las redes Iberoamericana y Argentina de Valorización y Gestión de cementerios patrimoniales.